# 타파조스강사키
타파조스강사키(Pithecia irrorata) 또는 펠라다사키는 사키원숭이과에 속하는 영장류의 일종이다. 이 종은 남아메리카에 사는 신세계원숭이의 한 종류인 사키원숭이이다. 볼리비아와 브라질 그리고 페루에서 발견된다.